# Andrena ciconia
Andrena ciconia är en biart som beskrevs av Warncke 1975. Andrena ciconia ingår i släktet sandbin, och familjen grävbin. Inga underarter finns listade i Catalogue of Life.